# Weebly

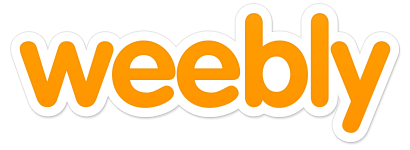
Weebly logotyp 2013.

Weebly är ett webbhotell som möjliggör skapandet av webbsidor. Företaget grundades av David Rusenko, Chris Fanini och Dan Veltri och har sitt huvudkontor i San Francisco. Företaget konkurrerar med andra webbsidor som Webs.com, WordPress.com och Squarespace.com.